# Volleybalvereniging Inter Rijswijk
Il Volleybalvereniging Inter Rijswijk è una società pallavolistica maschile olandese con sede a Rijswijk: milita nel campionato olandese di Topdivisie.